# La vita bugiarda degli adulti
La vita bugiarda degli adulti è un romanzo del 2019 scritto da Elena Ferrante e pubblicato in Italia da E/O.

## Trama
Napoli, primi anni novanta. La tredicenne Giovanna Trada ha avuto un'infanzia protetta in un bel quartiere grazie ai due genitori, entrambi insegnanti di liceo. Il suo equilibrio si infrange improvvisamente quando, alle soglie dell'adolescenza, il suo rendimento scolastico comincia a calare e l'amatissimo padre Andrea la paragona a sua sorella Vittoria. Zia Vittoria è una figura misteriosa per Giovanna, dato che il padre non ha più alcun rapporto con la sorella che, in famiglia, viene ricordata solo per la sua veemenza e pazzia. Giovanna, preoccupata di diventare come lo spauracchio della sua infanzia, comincia ad interessarsi alla zia di cui non conosce nulla, neanche il volto, dato che è stato oscurato in tutte le foto di famiglia. Le domande e le insistenze di Giovanna convincono il padre a organizzare un incontro tra la figlia e la sorella, così che Giovanna possa mettersi il cuore in pace.
L'incontro tra zia e nipote, avvenuto una domenica pomeriggio in un quartiere malfamato di Napoli, non ottiene l'effetto sperato da Andrea, dato che Giovanna rimane ancora più affascinata dall'irruente Vittoria e la comincia a frequentare. Vittoria porta la nipote al cimitero per farle vedere la tomba dell'amatissimo Enzo, la causa del litigio tra lei e il padre di Giovanna. Enzo infatti era sposato con Margherita dalla cui unione erano nati Tonino, Corrado e Giuliana. Enzo 
aveva intrapreso una relazione clandestina con Vittoria e dopo essersi schierato con l'amante contro Andrea per una questione d'eredità, il padre di Giovanna aveva rivelato a Margherita dei tradimenti del marito. Enzo era morto poco dopo, logorato dall'allontanamento da Vittoria impostogli dalla moglie; a diciassette anni di distanza, Enzo resta l'unico amore della vita di Vittoria, che nel frattempo ha stretto un solido rapporto con Margherita, occupandosi anche dei figli di quest’ultima.
La vita di Giovanna è sempre più intrecciata con quella di Vittoria, a cui presenta le migliori amiche Ida ed Angela, che si fidanza con Tonino. Il loro rapporto viene bruscamente interrotto dalla crisi matrimoniale dei genitori di Giovanna: il padre Andrea ha da oltre quindici anni una relazione stabile con Costanza, la madre di Ida ed Angela, che porta alla rottura tra il padre e la madre della protagonista e un allontanamento di Andrea dal grande amico Mariano, marito di Costanza e padre delle ragazzine. La rottura viene sancita definitivamente dal dono che Costanza fa a Giovanna di un prezioso braccialetto donatole da Andrea, che se ne era appropriato dopo che Vittoria lo aveva donato alla piccola Giovanna per il battesimo. La crisi della famiglia e l'abbandono del padre spinge Giovanna a un periodo di ribellione, durante il quale viene bocciata, si allontana dalla zia e ha alcune esperienze sessuali con Corrado.
Con il passare del tempo, Giovanna torna a visitare la zia, che la porta in chiesa. Qui, Giovanna vede per la prima volta Roberto, un giovane accademico milanese di cui si innamora. Roberto è fidanzato con Giuliana, con cui Giovanna stringe una forte amicizia che mantiene per continuare a vedere Roberto nelle rare occasioni in cui lui torna a Napoli. Per far colpo su Roberto, Giovanna torna a leggere assiduamente, ponendo così fine alla propria crisi scolastica. Il rapporto con Angela, già altalenante a causa del rapporto tra i genitori, si incrina ulteriormente durante le uscite a quattro che Giovanna fa con lei, Roberto e Giuliana. Dopo aver rotto violentemente con Angela, Tonino parte per Venezia e, poco tempo dopo, Giuliana chiede a Giovanna di rimpiazzarlo come sua chaperone mentre va in visita al fidanzato a Milano. Giovanna accetta e si reca per la prima volta nel capoluogo lombardo insieme a Giuliana, che è divorata dalla gelosia e dall'ansia per il suo fidanzato sempre lontano e circondato da donne ben più colte di lei.
Durante il weekend a Milano Giovanna compie sedici anni e festeggia insieme a Giuliana, Roberto e i colleghi dell'accademico. Quella notte infrange il giuramento fatto a Vittoria e lascia che Giuliana e Roberto dormano insieme prima di ripartire per Napoli la mattina successiva. Appena prima di tornare a casa però Giuliana si accorge di aver perso il braccialetto - lo stesso che Vittoria si era fatta restituire da Giovanna dopo averla giudicata indegna del suo affetto a causa del suo comportamento incostante - e Giovanna decide di ripartire immediatamente per Milano per recuperare il monile e rivedere Roberto, forte del fatto che prima della partenza il giovane le avesse detto di essere bellissima. Giunta a casa di Roberto, Giovanna recupera il gioiello ma non se la sente di andare a letto con lui e dorme sul divano. Tornata a Napoli, Giovanna comincia a programmare un viaggio a Venezia con Ida per andare a trovare Tonino, ma prima di partire decide di perdere la verginità con Rosario, che la corteggia da anni. Il rapporto è freddo e privo di sentimenti, ma è proprio quello che Giovanna voleva per sbarazzarsi della propria verginità. Consumato il rapporto, Giovanna e Ida partono per Venezia, promettendosi di avere un'adolescenza come nessun'altra.

## Personaggi
- Giovanna Trada: la tredicenne protagonista del romanzo
- Andrea Trada: suo padre, professore di storia e filosofia
- Nella Trada: sua madre, professoressa di greco e latino
- Vittoria Trada: sorella di Andrea e zia di Giovanna
- Costanza: Madre di Ida e Angela, amante di Andrea
- Mariano: Marito di Costanza, professore universitario
- Angela: la migliore amica d'infanzia di Giovanna
- Ida: la sua sorella minore
- Margherita: Amica di Vittoria
- Tonino, Corrado, Giuliana: Figli di Margherita e di Enzo
- Roberto: Giovane docente universitario milanese
- Rosario: pericoloso figlio di un importante avvocato
- Don Giacomo: prete della parrocchia di Vittoria

## Adattamenti
Il 12 maggio 2020 Netflix ha annunciato che realizzerà una serie televisiva basata sul romanzo. La serie viene resa disponibile sulla piattaforma digitale il 4 gennaio 2023.

## Edizioni
- Elena Ferrante, La vita bugiarda degli adulti, Edizioni E/O, 2019,  p. 336, ISBN 9788833571683.